# Istanbul Challenger TED Open 2023
L'Istanbul Challenger TED Open 2023 è stato un torneo maschile di tennis professionistico giocato sul cemento. È stata la 37ª edizione del torneo, facente parte della categoria Challenger 75 nell'ambito dell'ATP Challenger Tour 2023. Si è giocato al Tenis Eskrim ve Dağcılık Spor Kulübü di Istanbul, in Turchia, dal 4 al 10 settembre 2023.

## Partecipanti

### Teste di serie
| Nazionalità          | Giocatore       | Ranking* | Testa di serie |
| -------------------- | --------------- | -------- | -------------- |
| Corea del Sud        | Kwon Soon-woo   | 104      | 1              |
| Paesi Bassi          | Jesper de Jong  | 141      | 2              |
| Slovacchia           | Lukáš Klein     | 155      | 3              |
| Croazia              | Dino Prižmić    | 176      | 4              |
| Belgio               | Gauthier Onclin | 198      | 5              |
| Francia              | Harold Mayot    | 204      | 6              |
| Bosnia ed Erzegovina | Damir Džumhur   | 211      | 7              |
| Slovacchia           | Norbert Gombos  | 217      | 8              |

* Ranking al 28 agosto 2023.

### Altri partecipanti
I seguenti giocatori hanno ricevuto una wild card per il tabellone principale:
- Tuncay Duran
- Koray Kırcı
- Ergi Kırkın

I seguenti giocatori sono passati dalle qualificazioni:
- Yshai Oliel
- Leo Borg
- Marsel İlhan
- Daniel Cukierman
- Martin Damm
- Blaise Bicknell

## Punti e montepremi
| Torneo    | Torneo              | V      | F     | SF    | QF    | 2T    | 1T  | Q | Q2  | Q1  |
| Singolare | Punti               | 75     | 50    | 30    | 16    | 7     | 0   | 4 | 2   | 0   |
| Singolare | Premi in denaro ($) | 10,840 | 6,355 | 3,780 | 2,200 | 1,300 | 780 | – | 390 | 200 |
| Doppio    | Punti               | 75     | 50    | 30    | 16    | –     | 0   | – | –   | –   |
| Doppio    | Premi in denaro ($) | 4,645  | 2,700 | 1,630 | 965   | –     | 545 | – | –   | –   |

## Campioni

### Singolare
Damir Džumhur ha sconfitto in finale  Lukáš Klein con il punteggio di 7–6(5), 6–3.

### Doppio
Luke Johnson /  Skander Mansouri hanno sconfitto in finale  Sander Arends /  Aisam-ul-Haq Qureshi con il punteggio di 7–6(3), 6–3.